# Course en ligne féminine aux championnats du monde de cyclisme sur route 1982
Navigation
1981 1983
La course en ligne féminine aux championnats du monde de cyclisme sur route 1982 a lieu le 4 septembre 1982 à Goodwood au Royaume-Uni. Cette édition est remportée par la Britannique Mandy Jones.

## Classement
|                                    | Coureuse                 | Pays             |    | Temps          |
| ---------------------------------- | ------------------------ | ---------------- | -- | -------------- |
| Médaille d'or, Coupe du Monde      | Mandy Jones              | Royaume-Uni      | en | 1 h 31 min 0 s |
| Médaille d'argent, Coupe du Monde  | Maria Canins             | Italie           | +  | 10 s           |
| Médaille de bronze, Coupe du Monde | Gerda Sierens            | Belgique         |    | 10 s           |
| 4                                  | Sandra Kratz-Schumacher  | Allemagne        |    | 26 s           |
| 5                                  | Connie Carpenter         | États-Unis       |    | 42 s           |
| 6                                  | Rebecca Twigg            | États-Unis       |    | 42 s           |
| 7                                  | Ute Enzenauer            | Allemagne        |    | 42 s           |
| 8                                  | Karen Strong             | Canada           |    | 42 s           |
| 9                                  | Emanuela Menuzzo         | Italie           |    | 42 s           |
| 10                                 | Kathrine Lundström       | Suède            |    | 42 s           |
| 11                                 | Tuulikki Jahre           | Suède            |    | 42 s           |
| 12                                 | Helle Sørensen           | Danemark         |    | 42 s           |
| 13                                 | Marianne Berglund        | Suède            |    | 42 s           |
| 14                                 | Tamara Poliakova         | Union soviétique |    | 42 s           |
| 15                                 | Leontine van der Lienden | Pays-Bas         |    | 42 s           |
| 16                                 | Nina Søbye               | Norvège          |    | 42 s           |
| 17                                 | Rosmarie Kurz            | Suisse           |    | 42 s           |
| 18                                 | An Callebout             | Belgique         |    | 42 s           |
| 19                                 | Ines Varenkamp           | Allemagne        |    | 42 s           |
| 20                                 | Thea van Rijnsoever      | Pays-Bas         |    | 57 s           |
| 21                                 | Beate Habetz             | Allemagne        |    | 57 s           |
| 22                                 | Nadesja Kibardina        | Union soviétique |    | 57 s           |
| 23                                 | Anna-Karin Johansson     | Suède            |    | 57 s           |
| 24                                 | Josiane Vanhuysse        | Belgique         |    | 1 min 2 s      |
| 25                                 | Tatjana Kolesnikova      | Union soviétique |    | 1 min 2 s      |
| 26                                 | Annelie Josefsson        | Suède            |    | 1 min 2 s      |
| 27                                 | Marie-Jeanne Thijs       | Belgique         |    | 1 min 2 s      |
| 28                                 | Connie Meijer            | Pays-Bas         |    | 1 min 2 s      |
| 29                                 | Alla Lukutina            | Union soviétique |    | 1 min 2 s      |
| 30                                 | Francesca Galli          | Italie           |    | 1 min 2 s      |
| 31                                 | Galina Tsareva           | Union soviétique |    | 1 min 2 s      |
| 32                                 | Petra Weigenand          | Allemagne        |    | 1 min 2 s      |
| 33                                 | Luisa Seghezzi           | Italie           |    | 1 min 2 s      |
| 34                                 | Barbara Erdin-Ganz       | Suisse           |    | 1 min 2 s      |
| 35                                 | Isabelle Gautheron       | France           |    | 1 min 2 s      |

|                      | Coureuse               | Pays       |  | Temps       |
| -------------------- | ---------------------- | ---------- |  | ----------- |
| Autres compétitrices |                        |            |  |             |
| 39                   | Cynthia Olavarri       | États-Unis |  | 1 min 2 s   |
| 41                   | Jenny De Smet          | Belgique   |  | 1 min 2 s   |
| 43                   | Hennie Top             | Pays-Bas   |  | 1 min 14 s  |
| 46                   | Mieke Havik            | Pays-Bas   |  | 1 min 14 s  |
| 48                   | Adalberta Marcuccetti  | Italie     |  | 1 min 14 s  |
| 51                   | Geneviève Robic-Brunet | Canada     |  | 3 min 11 s  |
| 52                   | Hanni Weiss            | Suisse     |  | 3 min 32 s  |
| 53                   | Jolanda Kalt           | Suisse     |  | 3 min 32 s  |
| 59                   | Isabelle Nicoloso      | France     |  | 3 min 32 s  |
| 63                   | Claudine Vierstraete   | Belgique   |  | 5 min 32 s  |
| 64                   | Gabi Habetz            | Allemagne  |  | 10 min 13 s |
| 66                   | Unni Larsen            | Norvège    |  | 11 min 38 s |
| 69                   | Stefania Carmine       | Suisse     |  | 12 min 51 s |